# Holland ved vinter-OL 2022
Holland deltog i vinter-OL 2022 i Beijing, Kina i perioden 4. – 20. februar 2022.

## Deltagere
Følgende er listen over disciplinerne, som repræsenterede deltagere optræder i.
| Sport                  | Mænd | Kvinder | Total |
| ---------------------- | ---- | ------- | ----- |
| Alpint skiløb          | 1    | 1       | 2     |
| Bobslæde               | 4    | 1       | 5     |
| Kunstskøjteløb         | 0    | 1       | 1     |
| Kortbaneløb på skøjter | 5    | 5       | 10    |
| Skeleton               | 0    | 1       | 1     |
| Snowboarding           | 2    | 2       | 4     |
| Hurtigløb på skøjter   | 9    | 9       | 18    |
| Total                  | 21   | 20      | 41    |

## Medaljer
| 2022 Beijing | Guld | Sølv | Bronze | Total |
| Holland      | 8    | 5    | 4      | 17    |

### Medaljevindere
| Holland under vinter-OL 2022 i Beijing | Holland under vinter-OL 2022 i Beijing | Holland under vinter-OL 2022 i Beijing | Holland under vinter-OL 2022 i Beijing | Holland under vinter-OL 2022 i Beijing |
| Medalje                                | Navn                                   | Sport                                  | Event                                  | Dato                                   |
| -------------------------------------- | -------------------------------------- | -------------------------------------- | -------------------------------------- | -------------------------------------- |
| Guld                                   | Irene Schouten                         | Hurtigløb på skøjter                   | Kvindernes 3000 meter                  | 5. februar                             |
| Sølv                                   | Patrick Roest                          | Hurtigløb på skøjter                   | Mændenes 5000 meter                    | 6. februar                             |